# Paládio (mitologia)
Paládio (em grego clássico: Παλλάδιον; romaniz.: Paládion), na mitologia greco-romana, era uma estátua de madeira associada a Minerva, correspondente à Atena (na mitologia grega). Que representava Palas  e ficava em Troia. Apolo havia previsto que o Troia não cairia enquanto o Paládio se encontrasse dentro de suas muralhas.
Havia duas outras estátuas, na Antiguidade Clássica, também chamadas de Paládio: uma delas ficava em Roma, no templo de Vesta, e estava ligada ao destino de Roma, e outra ficava na cidadela de Atenas, e havia sido colocada lá por Nícias.

## Pseudo-Apolodoro
A estátua era uma representação de Palas, filha de Tritão. Quanto a deusa Atena nasceu, ela foi criada por Tritão, e praticava exercícios de guerra com sua filha, chamada Palas. Em uma luta, quando Palas estava para atingir Atena, Zeus interveio, interpôs a Égide, e distraiu Palas. Atena, então, feriu mortalmente Palas. Triste com isto, Atena fez uma imagem em madeira de Palas, colocando a Égide no peito da estátua. Zeus honrou a imagem, porém quando Electra, para não ser violentada por Zeus, pediu refúgio na estátua, Zeus jogou a estátua no território de Troia.
Ilo havia fundado uma cidade, chamada Ílio (Troia) e pediu a Zeus um sinal. O sinal foi o Paládio, que caiu do céu. Ilo pegou a estátua, e construiu um templo para ela. A estátua tinha três cúbitos de altura, com seus pés unidos. Trazia uma lança na mão direita, uma roca e um fuso na esquerda e tinha o peito coberto por um escudo.

## Dionísio de Halicarnasso
A estátua foi um presente de casamento de Atena para Chrysê, filha de Palas, quando esta se casou com Dardano. Quando Dardano foi para a Ásia, levou as estátuas dos deuses e o Paládio, e recebeu a profecia de que a cidade que ele tinha fundado duraria para sempre, desde que as estátuas fossem adoradas com sacrifícios. 
Quando Ilo fundou Troia, levou para lá as estátuas, e lá construiu um templo e santuário. Durante a Guerra de Troia, Odisseu e Diomedes, à noite, roubaram algumas das estátuas, e quando a parte baixa de Troia estava sendo saqueada, Eneias pegou as demais estátuas e levou com ele, até a Itália.
Dionísio de Halicarnasso comenta uma versão, atribuída a Actino, de que o verdadeiro Paládio havia sido dado a Dardano por Zeus, e este ficava oculto; a estátua, roubada pelos aqueus, era uma cópia idêntica, que ficava em exibição.
As imagens dos deuses, trazidas por Enéas, eram guardadas pelas virgens do templo de Vesta, onde havia um fogo perpétuo.
Após  a Primeira Guerra Púnica, o templo de Vesta pegou fogo, e as virgens vestais fugiram das chamas. Lúcio Cecílio Metelo, um dos pontífices e que havia sido cônsul, entrou no templo em chamas, e resgatou os objetos sagrados, dentre os quais o Paládio, pelo qual ele foi honrado com uma estátua no Capitólio.